# Marcel Charles Schublin
Marcel Charles Schublin (* 22. Februar 1920 in Straßburg; † 11. Juni 1994 unbekannt) war ein französischer Diplomat.

## Leben
Schublin besuchte zunächst Gymnasien in Straßburg, Freiburg und in Limoges, bevor er während des Zweiten Weltkriegs an der nach Clermont-Ferrand verlegten Straßburger Universität Germanistik studierte. Hier fertigte er eine vergleichende Studie zwischen Wolfram von Eschenbachs Willehalm und zeitgenössischen französischen Dichtern an und erhielt so sein Lizenziat (Licentia docendi), um damit lehren zu können. Weiterhin publizierte er in dem wöchentlich erscheinenden französischen Rundbrief Témoignage chrétien (deutsch: Christliches Zeugnis) mit allgemeinen Informationen und christlicher Inspiration, das 1941 während der deutschen Besatzung durch die gleichnamige französische Widerstandsbewegung in Lyon gegründet worden war.
Nach Ende des Kriegs war er zunächst Schuloffizier im Landkreis Homburg, dann wurde er stellvertretender Bezirksdelegierter in Neunkirchen und dann arbeitete er als Kulturattaché in der französischen Botschaft in Saarbrücken. Von dort wechselte er zur Presseabteilung des französischen Generalkonsulats nach Düsseldorf. Am 1. September 1957 wurde er als französischer Konsul nach Trier berufen und vom Dezember 1957 bis 1965 war er Chef de la Chancellerie détachée de Trèves. Bei der am 1. April 1957 in Trier gegründeten Deutsch-Französischen Gesellschaft war er maßgeblich an deren Aufbau mit beteiligt. Schublin, der fließend Deutsch sprach, wurde 1965 wegen seiner Verdienste um die deutsch-französische Verständigung vom Trierer Stadtrat das Ehrensiegel der Stadt Trier verliehen. Am 4. Januar 1966 verließ Marcel Schublin als scheidender französischer Konsul Trier, sein Nachfolger wurde Roger Stock.